# Paracrias anthonomi
Paracrias anthonomi är en stekelart som beskrevs av Woolley och Schauff 1987. Paracrias anthonomi ingår i släktet Paracrias och familjen finglanssteklar.
Artens utbredningsområde är:
- Colombia.
- Costa Rica.
- Honduras.

Inga underarter finns listade i Catalogue of Life.